# Epiphysis ossis

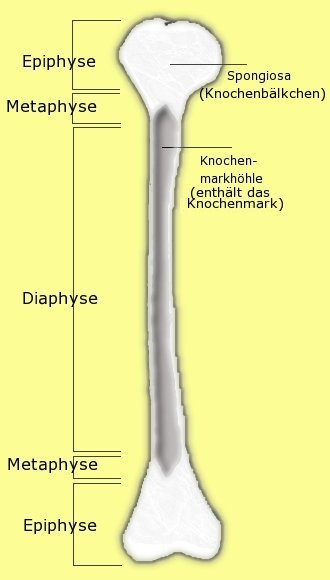
Darstellung des aufgeschnittenen, ausgewachsenen Röhrenknochens, am Beispiel des menschlichen Oberarmknochens (Humerus)

Die Epiphysis ossis, kurz „Epiphyse“, bezeichnet das Gelenkende, also das proximale und distale Endstück der langen Röhrenknochen.
Dieser Knochenabschnitt geht beim Erwachsenen ohne scharfe Begrenzung in die Metaphyse über.
Während des kindlichen Wachstums findet sich hier die für das Knochenwachstum verantwortliche Epiphysenfuge.
Die Epiphyse ist beim Kind knorpelig angelegt. Während der Skelettentwicklung bilden sich zunächst Knochenkerne, die mit Abschluss des Skelettwachstums in die Erwachsenenform übergeben.
Der Begriff ist nicht zu verwechseln mit der auch „Epiphyse“ (oder Epiphysis cerebri) genannten Zirbeldrüse des Gehirns.

## Veränderungen der Epiphysen
Im Röntgenbild erkennbare Veränderungen der Epiphysen:
- Conradi-Hünermann-Syndrom
- Morbus Trevor
- Mukopolysaccharidose
- Metatropischer Zwergwuchs
- Multiple epiphysäre Dysplasie
- Pseudoachondroplasie
- Spondyloepiphysäre Dysplasie
- Stickler-Syndrom